# Взрыв в Аккре (2015)
Взрыв на автомобильной заправочной станции (АЗС) в городе Аккра (Гана) произошёл в ночь с 3 на 4 июня 2015 года. В результате катастрофы погибли 256 человек, около 40 получили ранения. АЗС принадлежала компании Ghana Oil Company и находилась на возвышенности — именно поэтому в момент взрыва там находилось так много людей, легковых автомобилей и автобусов, так как они спасались там от наводнения.

Причина взрыва пока не установлена, известно лишь, что взорвались ёмкости (танки) АЗС, заполненные топливом. Один из выживших сообщил, что непосредственно перед взрывом исчезло, а потом снова появилось электричество.

Непосредственно от взрыва на самой АЗС погибли 96 человек. После этого горящее топливо по поверхности воды (в городе продолжалось наводнение) потекло к близлежащим домам и привело к их возгоранию и дополнительным жертвам. Наводнение и непрекращающийся ливень сильно затруднили спасательную операцию. Множество тел погибших были доставлены в 37-й военный госпиталь, так как в моргах не оказалось места.
Произошедшая катастрофа стала крупнейшей по количеству единовременных жертв в стране за последние несколько десятилетий. Предыдущий печальный рекорд удерживала давка на стадионе Accra Sports Stadium в 2001 году, когда погибли 127 человек.

## Реакция
Президент Ганы Джон Махама посетил место трагедии и объявил трёхдневный траур по погибшим с 8 по 10 июня включительно. В качестве компенсации семьям погибшим он приказал выделить 60 миллионов седи (около 14,5 миллионов долларов США). Также президент заявил, что примет решение о недопустимости строительства жилых и офисных зданий в таких местах, где им может угрожать опасность, подобная случившейся.